# Coppa dei Campioni 1999-2000 (pallavolo maschile)
La Coppa dei Campioni 1999-2000 si è svolta dal 2 ottobre 1999 al 19 marzo 2000: al torneo hanno partecipato trentuno squadre di club europee e la vittoria finale è andata per la terza volta al Treviso.

## Regolamento

### Formula
Le squadre hanno disputato una fase preliminare con incontri di andata e ritorno, seguita da una fase a gironi con formula del girone all'italiana con gare di andata e ritorno; al termine della prima fase le prime due classificate di ogni girone hanno disputato semifinali e finali con la formula della gara unica.

### Criteri di classifica
Sono stati assegnati 2 punti alla squadra vincente e 1 a quella sconfitta.
L'ordine del posizionamento in classifica è stato definito in base a:
- Punti;
- Ratio dei set vinti/persi;
- Ratio dei punti realizzati/subiti.

## Squadre partecipanti
| - Vienna hotVolleys - Maaseik - Kommunalnik Grodno - Jedinstvo Brčko - Levski Sofia - Nea Salamis - HAOK Mladost - Gentofte | - Keski-Savon Pateri - Stade Poitevin - Friedrichshafen - Olympiakos - Hapoël Mateh Asher - Treviso - Vojvodina - Mamer | - Mosjøen - Dynamo Apeldoorn - AZS Częstochowa - Espinho - Zlín - Zalău - Izumrud - La Fiorita Montegiardino | - VKP Bratislava - Salonit Anhovo - Numancia - Näfels - Netaş - Torpedo Odessa - Kaposvár |

## Torneo

### Primo turno

#### Andata
| 2 ottobre 1999 ?, ? Durata: ? - Spettatori: ? | Nea Salamis        | 3 - 0 | La Fiorita Montegiardino | 25-19, 25-19, 25-23               |
| 3 ottobre 1999 ?, ? Durata: ? - Spettatori: ? | Levski Sofia       | 3 - 0 | Jedinstvo Brčko          | 25-6, 25-15, 25-16                |
| 2 ottobre 1999 ?, ? Durata: ? - Spettatori: ? | Keski-Savon Pateri | 3 - 0 | Kommunalnik Grodno       | 25-17, 25-22, 25-21               |
| 3 ottobre 1999 ?, ? Durata: ? - Spettatori: ? | Zalău              | 3 - 1 | Torpedo Odessa           | 25-11, 18-25, 25-23, 25-16        |
| 2 ottobre 1999 ?, ? Durata: ? - Spettatori: ? | Mosjøen            | 3 - 0 | Gentofte                 | 25-18, 25-22, 25-16               |
| 2 ottobre 1999 ?, ? Durata: ? - Spettatori: ? | Näfels             | 3 - 0 | Mamer                    | 25-18, 25-13, 25-18               |
| 9 ottobre 1999 ?, ? Durata: ? - Spettatori: ? | Kaposvár           | 2 - 3 | Hapoël Mateh Asher       | 25-17, 25-20, 22-25, 22-25, 13-15 |

#### Ritorno
| 9 ottobre 1999 ?, ? Durata: ? - Spettatori: ?  | La Fiorita Montegiardino | 3 - 0 | Nea Salamis        | 25-21, 25-23, 25-23        |
| 9 ottobre 1999 ?, ? Durata: ? - Spettatori: ?  | Jedinstvo Brčko          | 0 - 3 | Levski Sofia       | 27-29, 13-25, 18-25        |
| 9 ottobre 1999 ?, ? Durata: ? - Spettatori: ?  | Kommunalnik Grodno       | 3 - 1 | Keski-Savon Pateri | 22-25, 25-21, 25-18, 25-22 |
| 10 ottobre 1999 ?, ? Durata: ? - Spettatori: ? | Torpedo Odessa           | 3 - 0 | Zalău              | 25-18, 25-16, 25-15        |
| 9 ottobre 1999 ?, ? Durata: ? - Spettatori: ?  | Gentofte                 | 3 - 1 | Mosjøen            | 25-23, 22-25, 25-21, 25-19 |
| 9 ottobre 1999 ?, ? Durata: ? - Spettatori: ?  | Mamer                    | 0 - 3 | Näfels             | 19-25, 17-25, 15-25        |
| 10 ottobre 1999 ?, ? Durata: ? - Spettatori: ? | Kaposvár                 | 3 - 0 | Hapoël Mateh Asher | 31-29, 25-19, 26-24        |

#### Squadre qualificate
- Levski Sofia
- Nea Salamis
- Keski-Savon Pateri
- Mosjøen
- Näfels
- Torpedo Odessa
- Kaposvár

### Secondo turno

#### Andata
| 4 dicembre 1999 ?, ? Durata: ? - Spettatori: ?  | Vienna hotVolleys | 3 - 0 | Nea Salamis        | 25-13, 25-13, 25-17        |
| 4 dicembre 1999 ?, ? Durata: ? - Spettatori: ?  | Levski Sofia      | 3 - 0 | Salonit Anhovo     | 25-18, 25-23, 40-38        |
| 4 dicembre 1999 ?, ? Durata: ? - Spettatori: ?  | Vojvodina         | 3 - 0 | Keski-Savon Pateri | 25-20, 25-23, 25-19        |
| 4 dicembre 1999 ?, ? Durata: ? - Spettatori: ?  | Torpedo Odessa    | 3 - 1 | AZS Częstochowa    | 25-20, 21-25, 25-19, 25-22 |
| 4 dicembre 1999 ?, ? Durata: ? - Spettatori: ?  | Dynamo Apeldoorn  | 3 - 0 | Mosjøen            | 25-16, 25-15, 25-15        |
| 4 dicembre 1999 ?, ? Durata: ? - Spettatori: ?  | Näfels            | 3 - 0 | VKP Bratislava     | 25-18, 25-18, 25-21        |
| 5 dicembre 1999 ?, ? Durata: ? - Spettatori: ?  | Olympiakos        | 3 - 0 | Kaposvár           | 25-14, 25-16, 25-15        |
| 10 dicembre 1999 ?, ? Durata: ? - Spettatori: ? | Espinho           | 3 - 0 | HAOK Mladost       | 25-22, 25-21, 25-16        |

#### Ritorno
| 11 dicembre 1999 ?, ? Durata: ? - Spettatori: ? | Nea Salamis        | 1 - 3 | Vienna hotVolleys | 19-25, 18-25, 25-14, 12-25 |
| 11 dicembre 1999 ?, ? Durata: ? - Spettatori: ? | Salonit Anhovo     | 3 - 1 | Levski Sofia      | 24-26, 25-23, 25-19, 25-17 |
| 11 dicembre 1999 ?, ? Durata: ? - Spettatori: ? | Keski-Savon Pateri | 3 - 0 | Vojvodina         | 25-21, 25-19, 25-17        |
| 11 dicembre 1999 ?, ? Durata: ? - Spettatori: ? | AZS Częstochowa    | 3 - 0 | Torpedo Odessa    | 25-19, 25-22, 26-24        |
| 11 dicembre 1999 ?, ? Durata: ? - Spettatori: ? | Mosjøen            | 0 - 3 | Dynamo Apeldoorn  | 19-25, 18-25, 13-25        |
| 5 dicembre 1999 ?, ? Durata: ? - Spettatori: ?  | Näfels             | 3 - 0 | VKP Bratislava    | 25-17, 25-15, 25-15        |
| 11 dicembre 1999 ?, ? Durata: ? - Spettatori: ? | Kaposvár           | 1 - 3 | Olympiakos        | 21-25, 21-25, 25-20, 18-25 |
| 12 dicembre 1999 ?, ? Durata: ? - Spettatori: ? | Espinho            | 3 - 0 | HAOK Mladost      | 25-15, 25-15, 25-18        |

#### Squadre qualificate
- Vienna hotVolleys
- Levski Sofia
- Keski-Savon Pateri
- Olympiakos
- Dynamo Apeldoorn
- AZS Częstochowa
- Espinho
- Näfels

### Fase a gironi
| Girone A           | Girone B          |
| ------------------ | ----------------- |
| Keski-Savon Pateri | Vienna hotVolleys |
| Stade Poitevin     | Maaseik           |
| Friedrichshafen    | Levski Sofia      |
| Olympiakos         | AZS Częstochowa   |
| Treviso            | Espinho           |
| Dynamo Apeldoorn   | Zlín              |
| Numancia           | Izumrud           |
| Näfels             | Netaş             |

#### Girone A

##### Risultati
| 13 gennaio 2000 ?, ? Durata: ? - Spettatori: ?  | Olympiakos         | 3 - 0 | Stade Poitevin     | 25-16, 25-19, 25-20               |
| 12 gennaio 2000 ?, ? Durata: ? - Spettatori: ?  | Dynamo Apeldoorn   | 1 - 3 | Friedrichshafen    | 24-26, 22-25, 25-23, 22-25        |
| 12 gennaio 2000 ?, ? Durata: ? - Spettatori: ?  | Näfels             | 3 - 0 | Numancia           | 25-18, 26-24, 25-19               |
| 12 gennaio 2000 ?, ? Durata: ? - Spettatori: ?  | Keski-Savon Pateri | 0 - 3 | Treviso            | 13-25, 18-25, 22-25               |
| 18 gennaio 2000 ?, ? Durata: ? - Spettatori: ?  | Stade Poitevin     | 1 - 3 | Treviso            | 20-25, 32-30, 19-25, 10-25        |
| 19 gennaio 2000 ?, ? Durata: ? - Spettatori: ?  | Numancia           | 3 - 0 | Keski-Savon Pateri | 26-24, 25-22, 25-19               |
| 19 gennaio 2000 ?, ? Durata: ? - Spettatori: ?  | Friedrichshafen    | 3 - 0 | Näfels             | 25-16, 25-18, 25-15               |
| 19 gennaio 2000 ?, ? Durata: ? - Spettatori: ?  | Olympiakos         | 3 - 2 | Dynamo Apeldoorn   | 23-25, 25-18, 25-17, 24-26, 15-11 |
| 26 gennaio 2000 ?, ? Durata: ? - Spettatori: ?  | Dynamo Apeldoorn   | 3 - 0 | Stade Poitevin     | 25-21, 25-18, 26-24               |
| 26 gennaio 2000 ?, ? Durata: ? - Spettatori: ?  | Näfels             | 0 - 3 | Olympiakos         | 25-27, 19-25, 17-25               |
| 26 gennaio 2000 ?, ? Durata: ? - Spettatori: ?  | Keski-Savon Pateri | 1 - 3 | Friedrichshafen    | 19-25, 18-25, 26-24, 17-25        |
| 26 gennaio 2000 ?, ? Durata: ? - Spettatori: ?  | Treviso            | 3 - 0 | Numancia           | 25-22, 25-20, 25-14               |
| 3 febbraio 2000 ?, ? Durata: ? - Spettatori: ?  | Stade Poitevin     | 3 - 2 | Numancia           | 17-25, 23-25, 25-23, 25-21, 15-11 |
| 2 febbraio 2000 ?, ? Durata: ? - Spettatori: ?  | Friedrichshafen    | 0 - 3 | Treviso            | 26-28, 23-25, 22-25               |
| 3 febbraio 2000 ?, ? Durata: ? - Spettatori: ?  | Olympiakos         | 3 - 0 | Keski-Savon Pateri | 25-21, 25-16, 25-12               |
| 2 febbraio 2000 ?, ? Durata: ? - Spettatori: ?  | Dynamo Apeldoorn   | 3 - 0 | Näfels             | 27-25, 25-18, 25-23               |
| 9 febbraio 2000 ?, ? Durata: ? - Spettatori: ?  | Näfels             | 2 - 3 | Stade Poitevin     | 18-25, 34-32, 25-11, 18-25, 14-16 |
| 9 febbraio 2000 ?, ? Durata: ? - Spettatori: ?  | Keski-Savon Pateri | 0 - 3 | Dynamo Apeldoorn   | 22-25, 24-26, 20-25               |
| 9 febbraio 2000 ?, ? Durata: ? - Spettatori: ?  | Treviso            | 3 - 0 | Olympiakos         | 25-18, 25-22, 25-19               |
| 9 febbraio 2000 ?, ? Durata: ? - Spettatori: ?  | Numancia           | 0 - 3 | Friedrichshafen    | 18-25, 20-25, 22-25               |
| 16 febbraio 2000 ?, ? Durata: ? - Spettatori: ? | Stade Poitevin     | 1 - 3 | Friedrichshafen    | 25-18, 22-25, 17-25, 22-25        |
| 17 febbraio 2000 ?, ? Durata: ? - Spettatori: ? | Olympiakos         | 3 - 0 | Numancia           | 25-20, 25-14, 25-15               |
| 16 febbraio 2000 ?, ? Durata: ? - Spettatori: ? | Dynamo Apeldoorn   | 1 - 3 | Treviso            | 22-25, 21-25, 25-22, 23-25        |
| 16 febbraio 2000 ?, ? Durata: ? - Spettatori: ? | Näfels             | 0 - 3 | Keski-Savon Pateri | 23-25, 21-25, 16-25               |
| 23 febbraio 2000 ?, ? Durata: ? - Spettatori: ? | Keski-Savon Pateri | 2 - 3 | Stade Poitevin     | 22-25, 17-25, 25-20, 25-23, 11-15 |
| 23 febbraio 2000 ?, ? Durata: ? - Spettatori: ? | Treviso            | 3 - 0 | Näfels             | 25-14, 25-19, 26-24               |
| 23 febbraio 2000 ?, ? Durata: ? - Spettatori: ? | Numancia           | 3 - 0 | Dynamo Apeldoorn   | 26-24, 34-32, 25-22               |
| 23 febbraio 2000 ?, ? Durata: ? - Spettatori: ? | Friedrichshafen    | 3 - 2 | Olympiakos         | 25-21, 19-25, 20-25, 25-16, 15-12 |

##### Classifica
| Pos | Squadra            | Pt | G | V | P | SV | SP | Ratio  | PF  | PS  | Ratio |
| --- | ------------------ | -- | - | - | - | -- | -- | ------ | --- | --- | ----- |
| 1   | Treviso            | 14 | 7 | 7 | 0 | 21 | 2  | 10.500 | 581 | 468 | 1.241 |
| 2   | Friedrichshafen    | 13 | 7 | 6 | 1 | 18 | 8  | 2.250  | 616 | 545 | 1.130 |
| 3   | Olympiakos         | 12 | 7 | 5 | 2 | 17 | 8  | 2.125  | 572 | 490 | 1.167 |
| 4   | Dynamo Apeldoorn   | 10 | 7 | 3 | 4 | 13 | 12 | 1.083  | 588 | 588 | 1.000 |
| 5   | Stade Poitevin     | 10 | 7 | 3 | 4 | 11 | 18 | 0.611  | 607 | 663 | 0.916 |
| 6   | Numancia           | 9  | 7 | 2 | 5 | 8  | 15 | 0.533  | 492 | 549 | 0.896 |
| 7   | Keski-Savon Pateri | 8  | 7 | 1 | 6 | 6  | 18 | 0.333  | 488 | 569 | 0.858 |
| 8   | Näfels             | 8  | 7 | 1 | 6 | 5  | 18 | 0.278  | 478 | 550 | 0.869 |

#### Girone B

##### Risultati
| 12 gennaio 2000 ?, ? Durata: ? - Spettatori: ?  | AZS Częstochowa   | 3 - 2 | Izumrud           | 21-25, 25-22, 25-23, 22-25, 15-13 |
| 15 gennaio 2000 ?, ? Durata: ? - Spettatori: ?  | Levski Sofia      | 0 - 3 | Maaseik           | 23-25, 19-25, 22-25               |
| 12 gennaio 2000 ?, ? Durata: ? - Spettatori: ?  | Vienna hotVolleys | 3 - 0 | Netaş             | 25-15, 25-13, 25-15               |
| 11 gennaio 2000 ?, ? Durata: ? - Spettatori: ?  | Espinho           | 3 - 0 | Zlín              | 25-23, 25-19, 26-24               |
| 20 gennaio 2000 ?, ? Durata: ? - Spettatori: ?  | Izumrud           | 3 - 0 | Zlín              | 25-17, 25-15, 25-19               |
| 19 gennaio 2000 ?, ? Durata: ? - Spettatori: ?  | Netaş             | 2 - 3 | Espinho           | 25-21, 22-25, 25-15, 22-25, 12-15 |
| 19 gennaio 2000 ?, ? Durata: ? - Spettatori: ?  | Maaseik           | 1 - 3 | Vienna hotVolleys | 25-18, 23-25, 23-25, 21-25        |
| 19 gennaio 2000 ?, ? Durata: ? - Spettatori: ?  | AZS Częstochowa   | 3 - 1 | Levski Sofia      | 25-16, 25-21, 21-25, 25-18        |
| 27 gennaio 2000 ?, ? Durata: ? - Spettatori: ?  | Levski Sofia      | 3 - 1 | Izumrud           | 25-18, 25-19, 22-25, 25-17        |
| 26 gennaio 2000 ?, ? Durata: ? - Spettatori: ?  | Vienna hotVolleys | 3 - 0 | AZS Częstochowa   | 26-24, 25-22, 25-19               |
| 27 gennaio 2000 ?, ? Durata: ? - Spettatori: ?  | Espinho           | 1 - 3 | Maaseik           | 16-25, 24-26, 25-17, 19-25        |
| 26 gennaio 2000 ?, ? Durata: ? - Spettatori: ?  | Zlín              | 3 - 1 | Netaş             | 25-15, 25-15, 22-25, 25-16        |
| 2 febbraio 2000 ?, ? Durata: ? - Spettatori: ?  | Izumrud           | 3 - 0 | Netaş             | 25-17, 25-10, 25-15               |
| 2 febbraio 2000 ?, ? Durata: ? - Spettatori: ?  | Maaseik           | 3 - 0 | Zlín              | 26-24, 25-23, 26-24               |
| 2 febbraio 2000 ?, ? Durata: ? - Spettatori: ?  | AZS Częstochowa   | 3 - 2 | Espinho           | 29-27, 23-25, 23-25, 25-21, 15-13 |
| 2 febbraio 2000 ?, ? Durata: ? - Spettatori: ?  | Levski Sofia      | 2 - 3 | Vienna hotVolleys | 31-33, 25-20, 18-25, 34-32, 10-15 |
| 9 febbraio 2000 ?, ? Durata: ? - Spettatori: ?  | Vienna hotVolleys | 3 - 2 | Izumrud           | 25-19, 20-25, 25-21, 19-25, 15-9  |
| 8 febbraio 2000 ?, ? Durata: ? - Spettatori: ?  | Espinho           | 1 - 3 | Levski Sofia      | 23-25, 22-25, 25-14, 22-25        |
| 9 febbraio 2000 ?, ? Durata: ? - Spettatori: ?  | Zlín              | 2 - 3 | AZS Częstochowa   | 18-25, 23-25, 25-20, 25-14, 13-15 |
| 9 febbraio 2000 ?, ? Durata: ? - Spettatori: ?  | Netaş             | 0 - 3 | Maaseik           | 17-25, 25-27, 20-25               |
| 16 febbraio 2000 ?, ? Durata: ? - Spettatori: ? | Izumrud           | 1 - 3 | Maaseik           | 25-22, 23-25, 21-25, 19-25        |
| 16 febbraio 2000 ?, ? Durata: ? - Spettatori: ? | AZS Częstochowa   | 3 - 0 | Netaş             | 25-16, 25-19, 25-14               |
| 16 febbraio 2000 ?, ? Durata: ? - Spettatori: ? | Levski Sofia      | 3 - 0 | Zlín              | 25-13, 25-19, 25-17               |
| 16 febbraio 2000 ?, ? Durata: ? - Spettatori: ? | Vienna hotVolleys | 3 - 2 | Espinho           | 22-25, 25-18, 25-23, 19-25, 15-6  |
| 23 febbraio 2000 ?, ? Durata: ? - Spettatori: ? | Espinho           | 0 - 3 | Izumrud           | 15-25, 16-25, 21-25               |
| 23 febbraio 2000 ?, ? Durata: ? - Spettatori: ? | Zlín              | 3 - 2 | Vienna hotVolleys | 20-25, 25-20, 25-22, 13-25, 16-14 |
| 23 febbraio 2000 ?, ? Durata: ? - Spettatori: ? | Netaş             | 0 - 3 | Levski Sofia      | 14-25, 18-25, 21-25               |
| 23 febbraio 2000 ?, ? Durata: ? - Spettatori: ? | Maaseik           | 3 - 1 | AZS Częstochowa   | 25-19, 25-23, 18-25, 25-23        |

##### Classifica
| Pos | Squadra           | Pt | G | V | P | SV | SP | Ratio | PF  | PS  | Ratio |
| --- | ----------------- | -- | - | - | - | -- | -- | ----- | --- | --- | ----- |
| 1   | Maaseik           | 13 | 7 | 6 | 1 | 19 | 6  | 3.167 | 604 | 552 | 1.094 |
| 2   | Vienna hotVolleys | 13 | 7 | 6 | 1 | 20 | 10 | 2.000 | 685 | 613 | 1.117 |
| 3   | AZS Częstochowa   | 12 | 7 | 5 | 2 | 16 | 13 | 1.231 | 648 | 621 | 1.043 |
| 4   | Levski Sofia      | 10 | 7 | 3 | 4 | 15 | 11 | 1.364 | 598 | 569 | 1.051 |
| 5   | Izumrud           | 10 | 7 | 3 | 4 | 15 | 12 | 1.250 | 599 | 551 | 1.087 |
| 6   | Espinho           | 9  | 7 | 2 | 5 | 12 | 17 | 0.706 | 613 | 650 | 0.943 |
| 7   | Zlín              | 8  | 7 | 2 | 5 | 8  | 18 | 0.444 | 537 | 579 | 0.927 |
| 8   | Netaş             | 8  | 7 | 0 | 7 | 3  | 21 | 0.143 | 426 | 575 | 0.741 |

### Final Four
|  | Semifinali        | Semifinali        | Semifinali      |                 |         | Finale             | Finale             | Finale             |  |
|  |                   |                   |                 |                 |         |                    |                    |                    |  |
|  | Treviso           | Treviso           | 3               |                 |         |                    |                    |                    |  |
|  | Treviso           | Treviso           | 3               |                 |         |                    |                    |                    |  |
|  | Vienna hotVolleys | Vienna hotVolleys | 0               |                 |         |                    |                    |                    |  |
|  | Vienna hotVolleys | Vienna hotVolleys | 0               |                 | Treviso | Treviso            | 3                  |                    |  |
|  |                   |                   |                 |                 | Treviso | Treviso            | 3                  |                    |  |
|  |                   |                   | Friedrichshafen | Friedrichshafen | 1       |                    |                    |                    |  |
|  | Friedrichshafen   | Friedrichshafen   | Friedrichshafen | Friedrichshafen | 1       | 3                  |                    |                    |  |
|  | Friedrichshafen   | Friedrichshafen   |                 |                 |         | 3                  |                    |                    |  |
|  | Maaseik           | Maaseik           | 1               |                 |         | Finale terzo posto | Finale terzo posto | Finale terzo posto |  |
|  | Maaseik           | Maaseik           | 1               |                 |         |                    |                    |                    |  |
|  |                   |                   |                 |                 |         |                    |                    |                    |  |
|  |                   |                   |                 |                 |         | Vienna hotVolleys  | Vienna hotVolleys  | 2                  |  |
|  |                   |                   |                 |                 |         | Vienna hotVolleys  | Vienna hotVolleys  | 2                  |  |
|  |                   |                   |                 |                 |         | Maaseik            | Maaseik            | 3                  |  |

#### Semifinali
| 18 marzo 2000 PalaVerde, Villorba Durata: ? - Spettatori: 3 400 | Treviso         | 3 - 0 | Vienna hotVolleys | 25-17, 25-13, 28-26        |
| 18 marzo 2000 PalaVerde, Villorba Durata: ? - Spettatori: 2 700 | Friedrichshafen | 3 - 1 | Maaseik           | 25-21, 25-18, 29-31, 25-16 |

#### Finale 3º posto
| 19 marzo 2000 PalaVerde, Villorba Durata: ? - Spettatori: 2 700 | Vienna hotVolleys | 2 - 3 | Maaseik | 25-23, 20-25, 18-25, 25-23, 13-15 |

#### Finale
| 19 marzo 2000 PalaVerde, Villorba Durata: ? - Spettatori: 5 000 | Treviso | 3 - 1 | Friedrichshafen | 25-21, 25-20, 23-25, 25-15 |